# 薄盤
薄盤是某些星系的構成元件之一。銀河系的薄盤被認為在垂直於軸的方向上延伸至~1千秒差距（3.3千光年），而且85%的恆星在這個盤面上。它可以與星系的厚盤分別出來，因為後著的恆星都是在星系形成的早期階段創建的老年恆星。另一方面，在薄盤中的恆星，是由星系在形成階段結束時，由氣體的吸積而創建的。
薄盤中的恆星包含的年齡範圍相當廣泛，可以依照年齡的曾積區分成不同的子系列。儘管如此，它還是會比厚盤年輕。
根據新興的核宇宙編年學（nucleocosmochronology），銀河薄盤（Galactic thin disk of the Milky Way）估計是在 88 ± 17 億年前形成的。它可能與一個較小的衛星星系相撞，導致薄盤中的恆星被搖動而形成厚盤，而氣體則會沉降到銀河平面，重新形成薄盤。

## 外部連結
- Astronomers identify thick disc of older stars in nearby Andromeda galaxy
- Populations & Components of the Milky Way （页面存档备份，存于）